# Frogs Legnano 1987
Questa voce raccoglie le informazioni riguardanti i Frogs Legnano nelle competizioni ufficiali della stagione 1987.

## Roster
| Roster dei Philips Computer Frogs Legnano (1987) |
| --- |
| Quarterback - 9 Emilio Garavaglia - 10 Stefano Facchini - 14 Robert Frasco QB/RB Running Back - 21 Giovanni Principi - 23 Davide Brovelli - 27 Vito Schirillo - 33 Ercole Fimiani - 35 Matteo Tonolo - 40 Antonio Nori - 45 Giorgio Mazzucchelli Wide Receiver - 7 Alessandro Trabattoni - 11 Aldo Mario Fei - 24 Giuseppe Regine - 29 Massimiliano Fonio - 80 Giampiero Senati - 82 Danilo Sterlicchio - 84 Matteo Morlacchi - 87 Gianluca Gerosa WR/TE - 89 Andrea Tamasi - -- Desmond Chattleton Tight End - 85 Fabio Esposito TE/P - 88 Davide Orsi Offensive Linemen - 59 Marco Salvadori C/OG - 62 Ettore Guarneri OG/OT - 63 Flavio Garagiola OG/DT - 66 Carlo Fusetti OG/DT - 68 Massimo Bonavia OG - 70 Domenico Giampedrone OG - 71 Roberto Gestori C - 73 Giovanni Frisoni OG - 76 Carlo Perego C/OG - 77 Francesco Zamichieli OG - 79 Antonio Adamo OT Defensive Linemen - 52 Luca Bellora DT/OT - 61 Damiano Mazzoleni DL/OT - 64 Marco Borroni DT - 72 Alessandro Ghione DE/DT - 74 Angona Emanuele DE - 90 Fiorindo Sabbadin - 93 Mauro Brignoni NG/LB - 99 Vittorio Colombo DE Linebacker - 39 Enrico Bacci - 42 Vanni Furini - 46 Paolo Colombo - 53 Marco Del Conte - 54 Ettore Mazzucchelli - 55 Gabriele Misurelli - 56 Carlo Ponzo - 58 Dario Castellanza LB/FS - 86 Ottavio Carnelli LB/TE - 95 Danny Clark Defensive Back - 1 Elio Pezzotta FS - 3 Marco Viero CB - 5 Gianni Moroldo SS/RB - 15 Marco Basilico CB - 22 Walter Sabbioneda FS - 28 Danilo Fantino CB - 32 Stefano Castellanza CB - 34 Alberto Ooyen CB - 42 Paolo Dicara SS - 50 Paolo Valente FS - 51 Giuseppe Liguori SS/LB Special Team - 18 Riccardo Viganò |

## Campionato AIFA Serie A 1987

### Stagione regolare
| Magnago 28 febbraio 1987 1ª Giornata | Frogs Legnano | 21 – 6 (0-6 7-0 7-0 7-0) referto | Manin Rhinos Milano | Campo Maria Ratti Micalizzi |
| \| \| \| \| \| Nori A. Q2 (TD) 10yd run Viganò R. Q2 (pat) Mazzucchelli G. Q3 (TD) 6yd run Viganò R. Q3 (pat) Trabattoni A. Q4 (TD) 17yd pass from Frasco Viganò R. Q4 (pat) \| Marcatori \| Moroldo G. Q1 (TD) 21yd run \| |               |                                  |                     |                             |
| |               |                                  |                     |                             |
| Nori A. Q2 (TD) 10yd run Viganò R. Q2 (pat) Mazzucchelli G. Q3 (TD) 6yd run Viganò R. Q3 (pat) Trabattoni A. Q4 (TD) 17yd pass from Frasco Viganò R. Q4 (pat)                                                               | Marcatori     | Moroldo G. Q1 (TD) 21yd run      |                     |                             |

| Garbagnate Milanese 8 marzo 1987 2ª Giornata | GNI Bocami Pharaones Garbagnate | 0 – 20 (0-0 0-0 0-7 0-13) referto | Frogs Legnano | Campo Comunale |
| \| \| \| \| \| \| Marcatori \| Schirillo V. Q3 (TD) 12yd run Viganò R. Q3 (pat) Schirillo V. Q4 (TD) 52yd run Viganò R. Q4 (pat) Sterlicchio D. Q4 (TD) 8yd pass da Facchini S. \| |                                 | |               |                |
| |                                 | |               |                |
| | Marcatori                       | Schirillo V. Q3 (TD) 12yd run Viganò R. Q3 (pat) Schirillo V. Q4 (TD) 52yd run Viganò R. Q4 (pat) Sterlicchio D. Q4 (TD) 8yd pass da Facchini S. |               |                |

| Magnago 14 marzo 1987 3ª Giornata | Frogs Legnano | 33 – 3 (7-3 6-0 0-0 20-0) referto  | NinoSeveri Avandero Falchi Modena | Campo Maria Ratti Micalizzi |
| \| \| \| \| \| Mazzucchelli G. Q1 (TD) 1yd run Viganò R. Q1 (pat) Trabattoni A. Q2 (TD) 50yd pass da Facchini S. Schirillo V. Q4 (TD) 1yd run Viganò R. Q4 (pat) Senati G. Q4 (TD) 25yd pass from Frasco Viganò R. Q4 (pat) Mazzucchelli G. Q4 (TD) 1yd run \| Marcatori \| Rinaldi A. Q1 (FG) 43yd field goal \| |               |                                    |                                   |                             |
| |               |                                    |                                   |                             |
| Mazzucchelli G. Q1 (TD) 1yd run Viganò R. Q1 (pat) Trabattoni A. Q2 (TD) 50yd pass da Facchini S. Schirillo V. Q4 (TD) 1yd run Viganò R. Q4 (pat) Senati G. Q4 (TD) 25yd pass from Frasco Viganò R. Q4 (pat) Mazzucchelli G. Q4 (TD) 1yd run                                                                      | Marcatori     | Rinaldi A. Q1 (FG) 43yd field goal |                                   |                             |

| Ravenna 22 marzo 1987 4ª Giornata | Federtrasporti Chiefs Ravenna | 10 – 18 (7-0 0-12 3-6 0-0) referto                                                                               | Frogs Legnano | Campo Darsena |
| \| \| \| \| \| Alberani D. Q1 (TD) 48yd pass da Rosetti A. Rosetti A. Q1 (pat) Rosetti A. Q3 (FG) 20yd field goal \| Marcatori \| Mazzucchelli G. Q2 (TD) 3yd run Schirillo V. Q2 (TD) 20yd run Trabattoni A. Q3 (TD) 15yd pass da Mazzucchelli G. \| |                               | |               |               |
| |                               | |               |               |
| Alberani D. Q1 (TD) 48yd pass da Rosetti A. Rosetti A. Q1 (pat) Rosetti A. Q3 (FG) 20yd field goal | Marcatori                     | Mazzucchelli G. Q2 (TD) 3yd run Schirillo V. Q2 (TD) 20yd run Trabattoni A. Q3 (TD) 15yd pass da Mazzucchelli G. |               |               |

| Magnago 28 marzo 1987 5ª Giornata | Frogs Legnano | 27 – 6 (6-0 14-0 7-0 0-6) referto | Bar Giornale Squali Genova | Campo Maria Ratti Micalizzi |
| \| \| \| \| \| Schirillo V. Q1 (TD) 44yd run Trabattoni A. Q2 (TD) 50yd pass from Frasco Viganò R. Q2 (pat) Sterlicchio D. Q2 (TD) 37yd from Frasco Viganò R. Q2 (pat) Trabattoni A. Q3 (TD) 13yd pass from Frasco Viganò R. Q3 (pat) \| Marcatori \| Gobbi F. Q4 (TD) 1yd run \| |               |                                   |                            |                             |
| |               |                                   |                            |                             |
| Schirillo V. Q1 (TD) 44yd run Trabattoni A. Q2 (TD) 50yd pass from Frasco Viganò R. Q2 (pat) Sterlicchio D. Q2 (TD) 37yd from Frasco Viganò R. Q2 (pat) Trabattoni A. Q3 (TD) 13yd pass from Frasco Viganò R. Q3 (pat)                                                            | Marcatori     | Gobbi F. Q4 (TD) 1yd run          |                            |                             |

| Ivrea 11 aprile 1987 6ª Giornata | Mastini Ivrea | 14 – 31 (0-14 6-7 7-0 0-10) referto | Frogs Legnano | Campo Gino Pistoni |
| \| \| \| \| \| Williams M. Q2 (TD) 4yd run Williams M. Q3 (TD) 30yd run Williams M. Q3 (tpc) rush \| Marcatori \| Trabattoni A. Q1 (TD) 29yd pass da Facchini S. Viganò R. Q1 (pat) Castellanza S. Q1 (TD) 38yd interception return Viganò R. Q1 (pat) Gerosa G. Q2 (TD) 9yd pass da Garavaglia E. Viganò R. Q1 (pat) Schirillo V. Q4 (TD) 1yd run Viganò R. Q4 (pat) Viganò R. Q4 (FG) 30yd field goal \| |               | |               |                    |
| |               | |               |                    |
| Williams M. Q2 (TD) 4yd run Williams M. Q3 (TD) 30yd run Williams M. Q3 (tpc) rush | Marcatori     | Trabattoni A. Q1 (TD) 29yd pass da Facchini S. Viganò R. Q1 (pat) Castellanza S. Q1 (TD) 38yd interception return Viganò R. Q1 (pat) Gerosa G. Q2 (TD) 9yd pass da Garavaglia E. Viganò R. Q1 (pat) Schirillo V. Q4 (TD) 1yd run Viganò R. Q4 (pat) Viganò R. Q4 (FG) 30yd field goal |               |                    |

| Milano 25 aprile 1987 7ª Giornata                                                                      | Manin Rhinos Milano | 0 – 12 (0-6 0-0 0-6 0-0) referto                                     | Frogs Legnano | Velodromo Maspes-Vigorelli |
| \| \| \| \| \| \| Marcatori \| Schirillo V. Q1 (TD) 9yd run Senati G. Q3 (TD) 38yd pass from Frasco \| |                     |                                                                      |               |                            |
| |                     |                                                                      |               |                            |
| | Marcatori           | Schirillo V. Q1 (TD) 9yd run Senati G. Q3 (TD) 38yd pass from Frasco |               |                            |

| Magnago 2 maggio 1987 8ª Giornata | Frogs Legnano | 48 – 0 (7-0 7-0 14-0 20-0) referto | GNI Bocami Pharaones Garbagnate | Campo Maria Ratti Micalizzi |
| \| \| \| \| \| Frasco Q1 (TD) 18yd run Viganò R. Q1 (pat) Clark D. Q2 (TD) 1yd run Viganò R. Q2 (pat) Trabattoni A. Q3 (TD) 7yd pass from Frasco Viganò R. Q3 (pat) Senati G. Q3 (TD) 17yd pass from Frasco Viganò R. Q3 (pat) Orsi D. Q4 (TD) 11yd pass da Garavaglia E. Clark D. Q4 (TD) 1yd run Viganò R. Q4 (pat) Tamasi A. Q4 (TD) 53yd pass da Garavaglia E. Viganò R. Q4 (pat) \| Marcatori \| \| |               |                                    |                                 |                             |
| |               |                                    |                                 |                             |
| Frasco Q1 (TD) 18yd run Viganò R. Q1 (pat) Clark D. Q2 (TD) 1yd run Viganò R. Q2 (pat) Trabattoni A. Q3 (TD) 7yd pass from Frasco Viganò R. Q3 (pat) Senati G. Q3 (TD) 17yd pass from Frasco Viganò R. Q3 (pat) Orsi D. Q4 (TD) 11yd pass da Garavaglia E. Clark D. Q4 (TD) 1yd run Viganò R. Q4 (pat) Tamasi A. Q4 (TD) 53yd pass da Garavaglia E. Viganò R. Q4 (pat)                                   | Marcatori     |                                    |                                 |                             |

| Modena 9 maggio 1987 9ª Giornata | NinoSeveri Avandero Falchi Modena | 6 – 31 (0-13 6-6 0-6 0-6) referto | Frogs Legnano | Stadio Alberto Braglia |
| \| \| \| \| \| Zanni M. Q2 (TD) 7yd pass da Baracchi D. \| Marcatori \| Trabattoni A. Q1 (TD) 47yd pass from Frasco Viganò R. Q1 (pat) Senati G. Q1 (TD) 16yd pass from Frasco Brignoni M. Q2 (TD) 1yd run Senati G. Q3 (TD) 41yd pass from Frasco Principi G. Q4 (TD) 1yd run \| |                                   | |               |                        |
| |                                   | |               |                        |
| Zanni M. Q2 (TD) 7yd pass da Baracchi D. | Marcatori                         | Trabattoni A. Q1 (TD) 47yd pass from Frasco Viganò R. Q1 (pat) Senati G. Q1 (TD) 16yd pass from Frasco Brignoni M. Q2 (TD) 1yd run Senati G. Q3 (TD) 41yd pass from Frasco Principi G. Q4 (TD) 1yd run |               |                        |

| Magnago 16 maggio 1987 10ª Giornata | Frogs Legnano | 71 – 3 (21-0 21-0 7-0 22-0) referto | Federtrasporti Chiefs Ravenna | Campo Maria Ratti Micalizzi |
| \| \| \| \| \| Senati G. Q1 (TD) 28yd pass from Frasco Viganò R. Q1 (pat) Angona E. Q1 (TD) 10yd fumble return Viganò R. Q1 (pat) Trabattoni A. Q1 (TD) 24yd pass da Facchini S. Viganò R. Q1 (pat) Mazzucchelli G. Q2 (TD) 1yd run Viganò R. Q2 (pat) Mazzucchelli G. Q2 (TD) 5yd run Viganò R. Q2 (pat) Mazzucchelli G. Q2 (TD) 11yd run Viganò R. Q2 (pat) Mazzucchelli G. Q3 (TD) 1yd run Viganò R. Q3 (pat) Nori A. Q4 (TD) 4yd run Gerosa G. Q4 (TD) 20yd pass da Garavaglia E. Viganò R. Q4 (pat) Trabattoni A. Q4 (TD) 70yd pass da Garavaglia E. Viganò R. Q4 (FG) 35yd field goal \| Marcatori \| Rosetti A. Q4 (FG) 23yd field goal \| |               |                                     |                               |                             |
| |               |                                     |                               |                             |
| Senati G. Q1 (TD) 28yd pass from Frasco Viganò R. Q1 (pat) Angona E. Q1 (TD) 10yd fumble return Viganò R. Q1 (pat) Trabattoni A. Q1 (TD) 24yd pass da Facchini S. Viganò R. Q1 (pat) Mazzucchelli G. Q2 (TD) 1yd run Viganò R. Q2 (pat) Mazzucchelli G. Q2 (TD) 5yd run Viganò R. Q2 (pat) Mazzucchelli G. Q2 (TD) 11yd run Viganò R. Q2 (pat) Mazzucchelli G. Q3 (TD) 1yd run Viganò R. Q3 (pat) Nori A. Q4 (TD) 4yd run Gerosa G. Q4 (TD) 20yd pass da Garavaglia E. Viganò R. Q4 (pat) Trabattoni A. Q4 (TD) 70yd pass da Garavaglia E. Viganò R. Q4 (FG) 35yd field goal                                                                      | Marcatori     | Rosetti A. Q4 (FG) 23yd field goal  |                               |                             |

| Genova 23 maggio 1987 11ª Giornata | Bar Giornale Squali Genova | 0 – 21 (0 0-0 0-7 0-14) referto | Frogs Legnano | Campo Valletta Lagaccio |
| \| \| \| \| \| \| Marcatori \| Esposito F. Q2 (TD) 85yd pass from Frasco Viganò R. Q2 (pat) Brignone M. Q4 (TD) 2yd run Viganò R. Q4 (pat) Gerosa G. Q4 (TD) 65yd pass da Facchini S. Viganò R. Q4 (pat) \| |                            | |               |                         |
| |                            | |               |                         |
| | Marcatori                  | Esposito F. Q2 (TD) 85yd pass from Frasco Viganò R. Q2 (pat) Brignone M. Q4 (TD) 2yd run Viganò R. Q4 (pat) Gerosa G. Q4 (TD) 65yd pass da Facchini S. Viganò R. Q4 (pat) |               |                         |

| Magnago 6 giugno 1987 12ª Giornata | Frogs Legnano | 37 – 6 (6-0 14-0 10-0 7-0) referto | Mastini Ivrea | Campo Maria Ratti Micalizzi |
| \| \| \| \| \| Misurelli G. Q1 (TD) 30yd interception return Mazzucchelli G. Q2 (TD) 11yd run Viganò R. Q2 (pat) Trabattoni A. Q3 (TD) 33yd pass da Chattleton D. Viganò R. Q3 (pat) Viganò R. Q3 (FG) 46yd field goal Mazzucchelli G. Q3 (TD) 12yd run Mazzucchelli G. Q3 (pat) Chattleton D. Q4 (TD) 73yd pass da Facchini S. Viganò R. Q4 (pat) \| Marcatori \| Williams M. Q4 (TD) 1yd run \| |               |                                    |               |                             |
| |               |                                    |               |                             |
| Misurelli G. Q1 (TD) 30yd interception return Mazzucchelli G. Q2 (TD) 11yd run Viganò R. Q2 (pat) Trabattoni A. Q3 (TD) 33yd pass da Chattleton D. Viganò R. Q3 (pat) Viganò R. Q3 (FG) 46yd field goal Mazzucchelli G. Q3 (TD) 12yd run Mazzucchelli G. Q3 (pat) Chattleton D. Q4 (TD) 73yd pass da Facchini S. Viganò R. Q4 (pat)                                                               | Marcatori     | Williams M. Q4 (TD) 1yd run        |               |                             |

## Playoff
| Legnano 20 giugno 1987 Ottavi di finale | Frogs Legnano | 34 – 0 (6-0 7-0 14-0 7-0) referto | Semar Condor Grosseto | Stadio Giovanni Mari |
| \| \| \| \| \| Principi G. Q2 (TD) 1yd run Mazzucchelli G. Q2 (TD) 10yd run Viganò R. Q2 (pat) Schirillo V. Q3 (TD) 11yd run Viganò R. Q3 (pat) Schirillo V. Q3 (TD) 10yd run Viganò R. Q3 (pat) Frasco Q4 (TD) 9yd run Viganò R. Q4 (pat) \| Marcatori \| \| |               |                                   |                       |                      |
| |               |                                   |                       |                      |
| Principi G. Q2 (TD) 1yd run Mazzucchelli G. Q2 (TD) 10yd run Viganò R. Q2 (pat) Schirillo V. Q3 (TD) 11yd run Viganò R. Q3 (pat) Schirillo V. Q3 (TD) 10yd run Viganò R. Q3 (pat) Frasco Q4 (TD) 9yd run Viganò R. Q4 (pat)                                   | Marcatori     |                                   |                       |                      |

| Legnano 27 giugno 1987 Quarti di finale | Frogs Legnano | 15 – 14 (0-8 6-6 6-0 3-0) referto                                                            | Jets Bolzano | Stadio Giovanni Mari |
| \| \| \| \| \| Chattleton D. Q2 (TD) 11yd pass da Facchini S. Principi G. Q3 (TD) 1yd run Viganò R. Q4 (FG) 22yd field goal \| Marcatori \| Bowman P. Q1 (TD) 54yd run Bowman P. Q1 (tpc) rush Ferrari F. Q1 (TD) 6yd pass da Bullock W. \| |               |                                                                                              |              |                      |
| |               |                                                                                              |              |                      |
| Chattleton D. Q2 (TD) 11yd pass da Facchini S. Principi G. Q3 (TD) 1yd run Viganò R. Q4 (FG) 22yd field goal | Marcatori     | Bowman P. Q1 (TD) 54yd run Bowman P. Q1 (tpc) rush Ferrari F. Q1 (TD) 6yd pass da Bullock W. |              |                      |

| Legnano 4 luglio 1987 Semifinale | Frogs Legnano | 31 – 12 (7-12 7-0 7-0 10-0) referto                                                           | Bonfiglioli Riduttori Warriors Bologna | Stadio Giovanni Mari |
| \| \| \| \| \| Mazzucchelli G. Q1 (TD) 17yd run Viganò R. Q1 (pat) Mazzucchelli G. Q2 (TD) 1yd run Viganò R. Q2 (pat) Mazzucchelli G. Q3 (TD) 5yd run Viganò R. Q3 (pat) Viganò R. Q4 (FG) 26yd field goal Trabattoni A. Q4 (TD) 20yd pass da Garavaglia E. Viganò R. Q4 (pat) \| Marcatori \| Stanzani A. Q1 (TD) 37yd pass da Fantazzini P. Stanzani A. Q1 (TD) 94yd pass da Fantazzini P. \| |               |                                                                                               |                                        |                      |
| |               |                                                                                               |                                        |                      |
| Mazzucchelli G. Q1 (TD) 17yd run Viganò R. Q1 (pat) Mazzucchelli G. Q2 (TD) 1yd run Viganò R. Q2 (pat) Mazzucchelli G. Q3 (TD) 5yd run Viganò R. Q3 (pat) Viganò R. Q4 (FG) 26yd field goal Trabattoni A. Q4 (TD) 20yd pass da Garavaglia E. Viganò R. Q4 (pat) | Marcatori     | Stanzani A. Q1 (TD) 37yd pass da Fantazzini P. Stanzani A. Q1 (TD) 94yd pass da Fantazzini P. |                                        |                      |

| Rimini 11 luglio 1987 VII Superbowl italiano | Frogs Legnano | 27 – 24 (3-7 7-10 3-0 14-7) referto | Emporio Armani Seamen Milano | Stadio Romeo Neri (21500 spett.) |
| \| \| \| \| \| Viganò R. Q1 (FG) 25yd field goal Orsi D. Q2 (TD) 25yd pass da Garavaglia E. Viganò R. Q2 (pat) Viganò R. Q3 (FG) field goal Frasco Q4 (TD) 5yd run Viganò R. Q4 (pat) Senati G. Q4 (TD) 43yd pass da Frasco Viganò R. Q4 (pat) \| Marcatori \| Malpica B. Q1 (TD) 4yd run Corso M. Q1 (pat) Corso M. Q2 (FG) 30yd field goal Mutti P. Q2 (TD) 15yd pass da Coppa P. Corso M. Q2 (pat) Erba M. Q4 (TD) 4yd run Corso M. Q4 (pat) \| |               | |                              |                                  |
| |               | |                              |                                  |
| Viganò R. Q1 (FG) 25yd field goal Orsi D. Q2 (TD) 25yd pass da Garavaglia E. Viganò R. Q2 (pat) Viganò R. Q3 (FG) field goal Frasco Q4 (TD) 5yd run Viganò R. Q4 (pat) Senati G. Q4 (TD) 43yd pass da Frasco Viganò R. Q4 (pat) | Marcatori     | Malpica B. Q1 (TD) 4yd run Corso M. Q1 (pat) Corso M. Q2 (FG) 30yd field goal Mutti P. Q2 (TD) 15yd pass da Coppa P. Corso M. Q2 (pat) Erba M. Q4 (TD) 4yd run Corso M. Q4 (pat) |                              |                                  |

## Statistiche di squadra
| Competizione | %Vittorie | In casa | In casa | In casa | In casa | In casa | In casa | In trasferta | In trasferta | In trasferta | In trasferta | In trasferta | In trasferta | Totale | Totale | Totale | Totale | Totale | Totale |
| Competizione | %Vittorie | G       | V       | N       | P       | Pf      | Ps      | G            | V            | N            | P            | Pf           | Ps           | G      | V      | N      | P      | Pf     | Ps     |
| ------------ | --------- | ------- | ------- | ------- | ------- | ------- | ------- | ------------ | ------------ | ------------ | ------------ | ------------ | ------------ | ------ | ------ | ------ | ------ | ------ | ------ |
| Campionato   | 1.000     | 6       | 6       | 0       | 0       | 237     | 24      | 6            | 6            | 0            | 0            | 133          | 30           | 12     | 12     | 0      | 0      | 370    | 54     |
| Playoff      | 1.000     | 3       | 3       | 0       | 0       | 80      | 26      | 1            | 1            | 0            | 0            | 27           | 24           | 4      | 4      | 0      | 0      | 107    | 50     |
| Totale       | 1.000     | 9       | 9       | 0       | 0       | 317     | 50      | 7            | 7            | 0            | 0            | 160          | 54           | 16     | 16     | 0      | 0      | 477    | 104    |